# Futbol amerykański na World Games 2005
Futbol amerykański na World Games 2005 w Duisburgu, rozgrywany był jako sport demonstracyjny w dniach 15 - 17 lipca na stadionie MSV-Arena. Był to pierwszy turniej w futbolu amerykańskim w historii World Games. Złoty medal wywalczyli gospodarze (Niemcy), srebro przypadło Szwedom a brązowy medal zdobyła reprezentacja Francji. W turnieju udział wzięły 4 drużyny. Mecze półfinałowe odbyły się 15 lipca, natomiast mecz o 3. miejsce oraz finał zawodów odbyły się 17 lipca.

## Wyniki zawodów[2]

### Półfinały
| Drużyna | I Kwarta | II Kwarta | III Kwarta | IV Kwarta | Łącznie |
| ------- | -------- | --------- | ---------- | --------- | ------- |
| Francja | 0        | 0         | 0          | 7         | 7       |
| Szwecja | 0        | 17        | 0          | 12        | 29      |

| Drużyna   | I Kwarta | II Kwarta | III Kwarta | IV Kwarta | Łącznie |
| --------- | -------- | --------- | ---------- | --------- | ------- |
| Niemcy    | 10       | 7         | 7          | 7         | 31      |
| Australia | 0        | 0         | 0          | 0         | 0       |

### Mecz o 3. miejsce
| Drużyna   | I Kwarta | II Kwarta | III Kwarta | IV Kwarta | Łącznie |
| --------- | -------- | --------- | ---------- | --------- | ------- |
| Francja   | 7        | 0         | 7          | 0         | 14      |
| Australia | 0        | 0         | 0          | 0         | 0       |

### Finał
| Drużyna | I Kwarta | II Kwarta | III Kwarta | IV Kwarta | Łącznie |
| ------- | -------- | --------- | ---------- | --------- | ------- |
| Szwecja | 3        | 0         | 3          | 0         | 6       |
| Niemcy  | 0        | 0         | 7          | 13        | 20      |

## Zestawienie końcowe zawodów

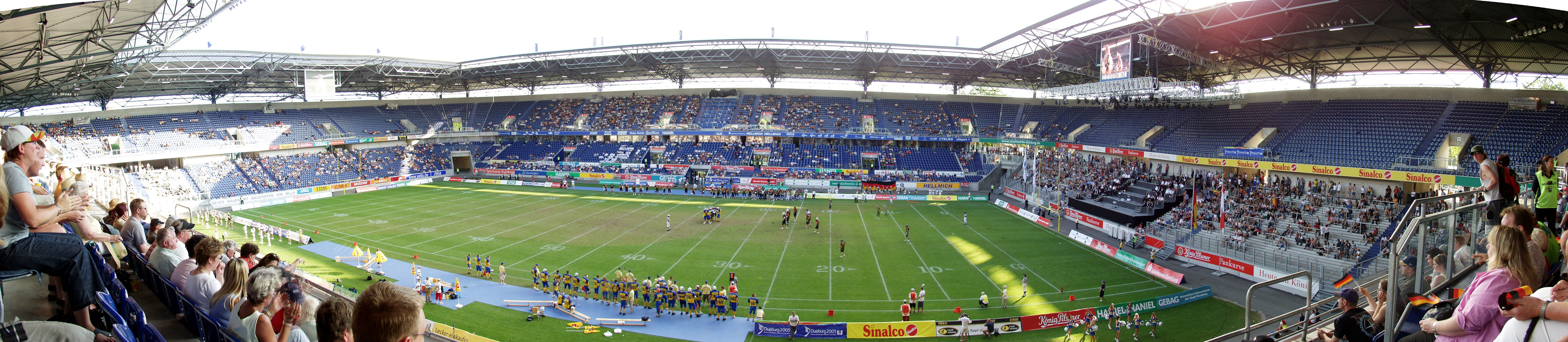
Mecz o złoty medal podczas World Games 2005.

|        |         |         | 4. miejsce |
| Niemcy | Szwecja | Francja | Australia  |